# 麻省理工学院建筑与规划学院
麻省理工学院建筑与规划学院（英語：Massachusetts Institute of Technology School of Architecture and Planning）是麻省理工学院的五大主要学院之一，由建筑系、城市研究与规划系、媒体实验室、房地产中心（Center for Real Estate）、艺术文化与科技教学部（The Program in Art, Culture and Technology）组成，此外亦是都市研究中心（Center for Advanced Urbanism）、比特与原子研究中心（Center for Bits and Atoms）的挂靠机构。

## 简史
麻省理工学院建筑与规划学院位于美国剑桥市，创建于1865年，它有2个系和2个研究机构。
1868年，建筑系创办，是为美国最早的建筑院系。
1933年，城市研究与规划系创办，为美国持续办学最久的规划院系，在Planetizen上被评为北美最顶尖的规划院系。
1980年，第一个大学媒体实验室在私人研究基金的赞助下启动。
1984年，第一个提供专业学位的房地产学术研究中心在在Samuel Tak Lee房地产创业实验室成立。

## 学位

### 建筑
- 建筑学理学学士
- 建筑研究理学硕士
- 建筑学硕士
- 建筑技术理学硕士
- 艺术、文化与技术理学硕士

### 城市研究与规划系
- 城市研究理学学士
- 城市规划硕士
- 城市研究与规划博士

### 媒体艺术与科学
- 媒体艺术理学学士
- 媒体艺术博士

### 房地产中心
- 房地产发展硕士

### 艺术、文化与技术教学部
- 艺术、文化与技术理学硕士

## 师资
终生教职：78人，其中女性教员占29%，国际教员占25%
实习教授和讲师：39人，其中女性教员占31%，国际教员1人

## 学生
在校生总数622人，其中本科生36人，硕士410人，博士176人，女性比例为47%，国际学生比例为39%

## 研究经费
2014年总研究经费达4550万美元，来自72个赞助者，其中9项基金赞助，12项联邦赞助，3项外国中央政府赞助，6项外国非政府非营利组织赞助，12项高等教育学院（Institution of Higher Education）赞助，11项非政府组织赞助，17项私人营利组织赞助，1项州赞助。联合赞助商则达85个。

## 研究中心与实验室
- 麻省理工学院媒体实验室（MIT Media Lab）
- 敏感城市实验室（SENSEable City Laboratory）
- Samuel Tak Lee房地产创业实验室（Sam Tak Lee Laboratory for Real Estate Entrepreneurship）
- 都市研究中心（Center for Advanced Urbanism）
- 公民数据设计实验室（Civic Data Design Lab）
- 社区创新实验室（Community Innovators Lab）
- AgeLab
- POPLab
- Self Assembly Lab
- Mobility Futures Collaborative

## 知名校友
- 路易斯·沙利文（Louis Sullivan）：美国最知名的建筑师之一，1874年就读麻省理工学院。
- 吉尔伯特·卡斯（英语：Cass_Gilbert）：伍尔沃斯大楼的设计者，1880年毕业于麻省理工学院。
- 索菲娅·海登（Sophia Hayden）：第一位学习建筑学的女性，1890年毕业。
- 罗伯特·泰勒（{{lang|en|}Robert Taylor}）：美国第一位非裔建筑学教授，毕业于1892年，
- 马里恩·马奥尼·格里芬（Marion Mahony Griffin）：她是世界上首批获得许可的女性建筑师之一，被认为是草原学校的原始成员。 在她的一生中，她在美国制作了一些最好的建筑设计图，并且对堪培拉新首都的设计计划发挥了重要作用。
- Rose Standish Nichols, Marion C. Coffin, Mabel K. Babcock：三位毕业于麻省理工学院景观建筑学系的女性成为景观建筑邻域最知名的设计师和教师。
- John O. Merrill 和 Louis H. Skidmore：创办了美国最大的建筑设计公司之一的Skidmore Owings and Merrill，在1922-1923年间毕业。
- 贝聿铭（I.M. Pei）：1983年获得普里茨克奖，1940年毕业。
- 凯文·林奇（Kevin Lynch）：1947年毕业，1948年加入城市规划学部，是《城市意象》的作者。